# Ciconia When They Cry
Ciconia When They Cry (キコニアのなく頃に?, Kikonia no naku koro ni, lett. «Quando stridono le cicogne») è una visual novel per Microsoft Windows e macOS sviluppata da 07th Expansion. È il quinto titolo della serie When They Cry nonché il successore spirituale dei videogiochi Higurashi no naku koro ni e Umineko When They Cry. Pubblicata a partire dal 2019 da 07th Expansion in Giappone e da MangaGamer in versione internazionale, la visual novel narra in quattro episodi le vicende di un gruppo di giovani impegnati a impedire lo scoppio di una quarta guerra mondiale.
Il gioco è scritto da Ryukishi07 e prodotto da Nakao Bōshi. I disegni sono di Ryukishi07 e Remotaro, mentre la colonna sonora è stata composta da vari compositori che già in precedenza avevano lavorato alla serie When They Cry. Diversamente da Higurashi e Umineko, Ciconia è caratterizzato da un'ambientazione ampia, una narrazione concisa e un gameplay che lascia al giocatore la facoltà di scegliere se concentrarsi sulla storia o se provare a risolverne i misteri.

## Trama
La storia è ambientata dopo la terza guerra mondiale ed è incentrata sui Gauntlet Knights, un gruppo di giovani addestrati a padroneggiare una nuova tecnologia militare chiamata Gauntlet, che consente loro di volare, combattere e respingere attacchi. Uniti da un legame di amicizia, questi giovani collaborano allo scopo di evitare lo scoppio di una quarta guerra mondiale.

## Sviluppo
Il gioco, pubblicato a episodi e diviso in quattro parti, è una visual novel sviluppata da 07th Expansion con sceneggiatura, character design e illustrazioni originali di Ryukishi07. Prodotto da Nakao Bōshi, contiene grafiche di Remotaro, una sigla di apertura di Maria Sawada e tracce di compositori non nuovi alla serie When They Cry, principali fra i quali Dai, Luck Ganriki, Xaki e Akiyama Uni. Il termine "ciconia" all'interno del titolo è il nome di un genere di uccelli appartenente alla famiglia delle cicogne e deriva dalla scelta di Ryukishi07 di incentrare la storia su personaggi di giovane età. A una convention fuori il Giappone, Ryukishi07 chiese a Gin Kreuz, allora già compositore di diverse opere di 07th Expansion, suggerimenti su come localizzare il titolo originale in un modo che suonasse convincente. Kreuz propose di sostituire "ciconia" alla scrittura "chikonia" che secondo l'autore era più fedele alla pronuncia giapponese. Convinto dal suono naturale della pronuncia di Kreuz, Ryukishi07 optò dunque per "ciconia", ritenendo che si addicesse bene all'ambientazione fantascientifica del gioco.

### Storia editoriale
La produzione del gioco ebbe inizio a novembre 2017, quando Ryukishi07 sfruttò Haworthia, un radiodramma cui stava lavorando, per sperimentare i concept di Ciconia. A luglio 2018 07th Expansion svelò su Twitter l'illustrazione della protagonista del gioco, provvisoriamente intitolato ●● no naku koro ni ("●● When They Cry"), la cui pubblicazione era prevista assieme a quella di Umineko no naku koro ni saku per l'ultimo trimestre del 2018. A ottobre 2018 il gioco fu tuttavia rinviato verso metà 2019, non essendo più l'autore Ryukishi07 nelle condizioni fisiche di sostenere i ritmi di scrittura degli episodi di Higurashi e Umineko di circa dieci anni prima e non essendo il nuovo episodio di lunghezza pari o minore.
Durante la produzione di Ciconia alcuni elementi di gioco ricorrenti nella serie When They Cry furono cambiati: mentre ad esempio in Higurashi e Umineko il giocatore è coinvolto attivamente nella risoluzione degli enigmi narrati, in Ciconia Ryukishi07 decise di consentire la scelta di un gameplay dove si potesse semplicemente godere la storia. Questa decisione fu influenzata dalla serie anime del 1995 Neon Genesis Evangelion, che secondo Ryukishi07 al tempo stesso cattura lo spettatore e lo induce a speculare sui misteri del suo universo tramite le poche informazioni lasciate trapelare nel corso della storia. Un altro cambiamento fu la portata dell'ambientazione di gioco: fino ad allora le ambientazioni di gioco della serie When They Cry erano state sempre più circoscritte, a cominciare dal villaggio isolato di Higurashi per finire con la piccola isola tagliata fuori dal resto del mondo di Umineko; a tal proposito Ryukishi07 decise di rinnovare la serie con un gioco dall'universo esteso, popolato da personaggi non prevalentemente di origine giapponese in segno di omaggio ai fan internazionali.
Se inoltre Higurashi e Umineko sono entrambi divisi in due gruppi di quattro episodi, detti "archi di domanda" e "archi di risposta" perché improntati rispettivamente all'introduzione e alla risoluzione di enigmi, nel caso di Ciconia Ryukishi07 decise di suddividere la storia in sole quattro parti, pianificando di approfondire gli "archi di risposta" a scapito degli "archi di domanda" e di allineare, in termini di progressione della trama, la fine del primo episodio a circa metà di Umineko. Questa decisione fu presa in parte per motivi di tempo, in quanto solo la precedente pubblicazione degli "archi di risposta" di Umineko aveva richiesto all'autore due anni.

### Colonna sonora e grafiche
Le tracce del gioco furono composte con l'obiettivo di trasmettere subito al giocatore l'atmosfera. Gli sviluppatori non volevano che le scene finissero mentre il giocatore stava ancora ascoltando un lungo preludio. Dato che Ryukishi07 non aveva le competenze per descrivere che tipo di tracce voleva nel gioco, ascoltò molta musica e inviò esempi calzanti a Dai che li usò come fonte di ispirazione per preparare istruzioni per sé e per gli altri compositori.
Gli sprite dei personaggi del gioco furono invece creati da Ryukishi07 e Remotaro. Ryukishi07 disegnò gli schizzi e Remotaro si occupò della line art e della colorazione. Consapevole che ci fossero fan di Higurashi e Umineko cui lo stile e il fascino dei disegni di Ryukishi07 erano cari, Remotaro cercò di preservarli, al tempo stesso concentrandosi sull'aggiunta di dettagli e il miglioramento di texture ed effetti di luci e ombre per avvalorarne il risultato.

## Distribuzione
In occasione del Sakura-Con 2019, Ryukishi07 annunciò assieme alla casa editrice di videogiochi MangaGamer che avrebbe pubblicato il gioco sia in giapponese sia in inglese al prossimo Comiket estivo previsto per il 9 agosto dello stesso anno; tuttavia qualche mese dopo, a luglio, 07th Expansion annunciò che la pubblicazione del gioco era stata rimandata a fine settembre 2019. Dopo un altro rinvio, il primo episodio, intitolato Phase 1: For You, the Replaceable Ones (Phase1 代わりのいる君たちへ?, Phase 1: kawari no iru kimitachi e, lett. "Fase 1: a voi che siete sostituibili"), fu pubblicato il 4 ottobre 2019 per Microsoft Windows e macOS, anche in edizione fisica nel solo Giappone. Il secondo episodio fu prima programmato per maggio 2020 e poi rinviato a data del 2020 da destinarsi.
La localizzazione inglese è opera del gruppo di traduzione Witch Hunt, già autore delle traduzioni inglesi di Umineko e Rose Guns Days. Nell'edizione fisica giapponese l'opzione per passare alla traduzione inglese è stata integrata con una patch di aggiornamento di novembre 2019.

## Accoglienza
Il primo episodio di Ciconia è stato accolto positivamente dai giocatori. Keiichi Yokoyama di Automaton è rimasto colpito dal valore della produzione che ha giudicato notevolmente superiore ai precedenti titoli della serie When They Cry, pur sostenendo che il gioco resta "nel bene e nel male un'opera tipica di Ryukishi07".